# Diecezja Multan
Diecezja Multan (łac. Dioecesis Multanensis, ang. Diocese of Multan) – rzymskokatolicka diecezja ze stolicą w Multanie w prowincji Pendżab, w Pakistanie. Biskupstwo jest sufraganią archidiecezji Lahaur.
W 2004 w diecezji służyło 31 braci i 4 siostry zakonne.

## Historia
17 grudnia 1936 papież Pius XI bullą Quo apostolici erygował prefekturę apostolską Multan. Dotychczas wierni z tych terenów należeli do diecezji Lahaur (obecnie archidiecezja Lahaur).
20 lipca 1939 papież Pius XII podniósł prefekturę apostolską Multan do rangi diecezji.
13 kwietnia 1960 z biskupstwa Multanu wyodrębniono diecezję Lyallpur (obecnie diecezja Fajsalabad).

## Ordynariusze

### Prefekt apostolski
- Francesco Benedetto Cialeo OP (1937 - 1939)

### Biskupi
- Francesco Benedetto Cialeo OP (1939 - 1960) następnie mianowany biskupem Lyallpur
- Aloysius Louis Scheerer OP (1960 - 1966)
- Ernest Bertrand Boland OP (1966 - 1984)
- Patras Yusaf (1984 - 1998)
- Andrew Francis (1999 - 2014)
- Benny Mario Travas (2015 - 2021) następnie mianowany arcybiskupem Karaczi
- Yousaf Sohan (od 2023)